# Раупах, Бернхард
Бернхард Раупах (нем. Bernhard Raupach; 20 апреля 1682, Тондерн, Шлезвиг — 21 июня 1745, Гамбург) — немецкий лютеранский священник, историк протестантизма.
В 1701—1704 гг. изучал богословие в Ростоке под руководством Иоганнеса Фехта, затем на протяжении года стажировался во Фленсбурге у Иоганна Моллера. В 1704 г. защитил диссертацию «О несправедливом пренебрежении и презрении языка Нижней Саксонии» (лат. De linguae Saxoniae inferioris neglectu atque contemtu injusto; немецкий перевод 1984), в которой отстаивал (со ссылкой, в частности, на 1 Кор 14, 7-11) необходимость использования нижненемецкого языка в богослужении и обучении. В 1705—1710 гг. работал домашним учителем в различных богатых домах Померании, затем жил у брата в Копенгагене. С 1717 г. служил священником в Дамсхагене, с 1725 г. дьякон церкви Святого Николая в Гамбурге.
Основной труд Раупаха — трёхтомная история лютеранства в Австрии (нем. Evangelisches Oesterreich, das ist historische Nachricht von den vornehmsten Schicksalen der Ev.-Luth. Kirchen in dem Erz-Herzogthum Oesterreich, aus bewährten Scribenten und glaubwürdigen Urkunden gesammlet und in Ordnung gebracht; 1732—1740). Кроме того, ему принадлежит несколько богословских работ и «Речь о пользе пешего путешествия по Дании» (лат. Oratio de utilitate peregrinationis Danicae; 1712).
Биографию Раупаха опубликовал вскоре после его смерти его племянник Г. Э. П. Раупах. Другой племянник Бернхарда, сын его младшего брата, штральзундского органиста Кристофа Раупаха (1686—1744), стал композитором Германом Раупахом.